# 지상 최대의 쇼 (책)
지상 최대의 쇼(The Greatest Show on Earth: The Evidence for Evolution)는 2009년 영국의 동물학자 리처드 도킨스가 쓴 10번째 책이다.

## 같이 보기
- 대장균의 장기간 진화 실험
- 존재의 대사슬
- 구피 (어류)
- 공통 조상의 증거
- Endless Forms Most Beautiful